# Christian Birch-Reichenwald
 Der er for få eller ingen kildehenvisninger i denne artikel, hvilket er et problem. Du kan hjælpe ved at angive troværdige kilder til de påstande, som fremføres i artiklen.

Christian Birch-Reichenwald (født 4. januar 1814 på Blaker Skanse, død 8. juli 1891 i Kristiania) var en norsk politiker og statsråd, far til Peter Birch-Reichenwald.
Birch-Reichenwald blev cand.jur. i 1834, bureauchef i justitsdepartementet i 1837, overflyttedes i 1839 til kirkedepartementet, hvor han i 1841 blev ekspeditionschef. 1847 amtmand i Smålenene, 1855 i Akershus Amt, 1857 tillige stiftamtmand i Kristiania. 1858-61 var han statsråd. Skønt han var regeringens yngste medlem, øvede han megen indflydelse, betragtedes en tid endog som dens egentlige leder. En særlig fremtrædende rolle kom han til at spille ved den nationale holdning, han indtog under de skarpe unionelle brydninger, som striden om statholderpostens ophævelse og rigsaktens revision i hans statsrådstid fremkaldte. Som følge af strid også inden for regeringen om disse vitale spørgsmål tog han afsked. 1869-1889 var han sorenskriver i Aker. Han var medlem af Kristiania kommunestyre 1843-1846 og 1861-1866, og dettes ordfører i 1846 og 1862-1866; i 1848 og i 1854 repræsenterede han Moss, 1862-1866 Kristiania i Stortinget, hvor han 1865-66 var præsident i Lagtinget.